# Кремлёвское кольцо
Кремлёвское кольцо — неофициальное название кольцевого автомобильного маршрута, который пролегает вокруг Московского Кремля по линии, во многом совпадающей с границами Китай-города.

## Термин
Название «Кремлёвское кольцо» с 1992 года носит первый маршрут велосипедной гонки «Пять колец Москвы». В официальных документах Правительства Москвы этот термин, в качестве обозначения автомобильной магистрали, стал фигурировать не позднее первой половины 2000-х годов. Публицист А. П. Торопцев в 2007 году писал: «… ни на одной карте Москвы, ни в одном учебнике по москвоведению нет такого историко-географического термина — Кремлёвское кольцо, хотя само кольцо есть, и история у него есть, и география, и культурные ценности, и архитектурные шедевры, и, более того, есть некое, если так можно сказать, градостроительное единство Кремлёвского кольца». Термин стал активно использоваться во второй половине 2010-х годов, во время реализации программы «Моя улица». Появился термин и на официальной схеме ночных автобусных маршрутов Москвы.
В книге 1997 года «Москва: Архитектурный путеводитель» вместо термина «Кремлёвское кольцо» используется название «Полукольцо центральных площадей».

## Расположение
Кольцо образовано следующими городскими проездами (по часовой стрелке): Боровицкая площадь, Моховая улица, Охотный Ряд, Театральный проезд, Лубянская площадь, Новая площадь, Старая площадь, Китайгородский проезд, Москворецкая набережная, Кремлёвская набережная, безымянный проезд от Кремлёвской набережной к Боровицкой площади. Как и Бульварное (но в отличие, например, от Садового), Кремлёвское кольцо не пересекает Москва-реку и находится лишь на левом берегу этой реки.
Автомобильное движение по Кремлёвскому кольцу в настоящее время осуществляется лишь в одном направлении, по часовой стрелке. По кольцу следует ряд маршрутов общественного транспорта.
С 1961 по 1990 годы примерно треть длины Кремлёвского кольца объединялась под названием Проспект Маркса.

## Транспорт

### Наземный транспорт

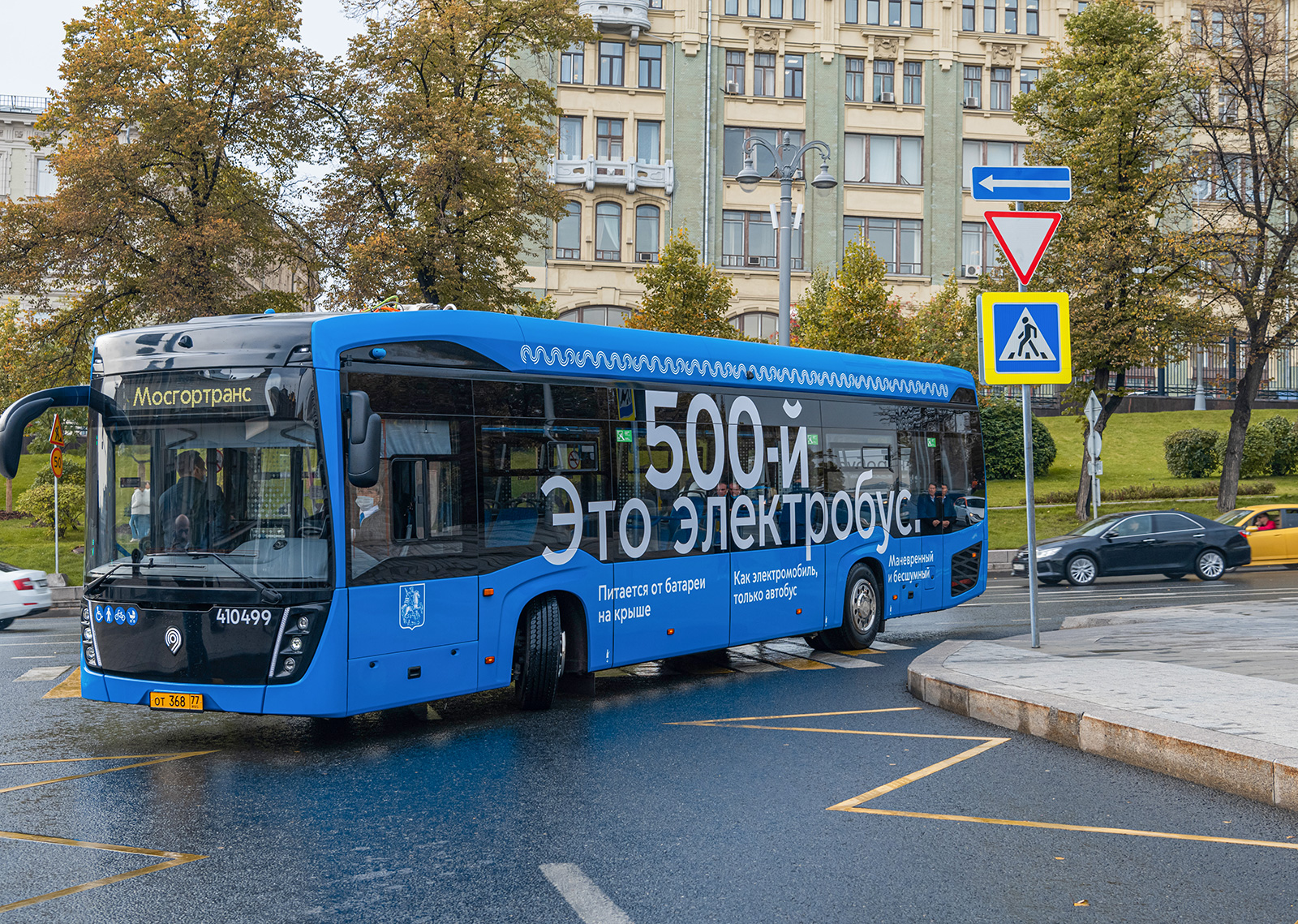
Электробус на площади Варварские Ворота

По Кремлёвскому кольцу проходят электробусные маршруты № м2, м3, м9, 538 и автобусные маршруты № м1, м6, м7, м40, е10, е30.

### Станции метро
По часовой стрелке:
- Боровицкая /  Александровский сад /  Библиотека имени Ленина /  Арбатская
- Театральная /  Охотный Ряд
- Лубянка
- Китай-город /  Китай-город

Внутри Кремлёвского кольца расположена станция  Площадь Революции (пересадка на станцию  Театральная). В непосредственной близости от Кремлёвского кольца расположена станция  Кузнецкий Мост (пересадка на станцию  Лубянка).